# Eller College of Management
Das Eller College of Management ist die Business School der in Tucson, Arizona beheimateten University of Arizona (USA). Mit 5.476 Bachelor- und 663 Masterstudenten und Doktoranden ist die Wirtschaftshochschule das größte College an der University of Arizona. Weltweit sind mit ihr etwa 55.000 Alumni assoziiert.

## Geschichte
Die Wirtschaftshochschule wurde 1913 mit einem Bachelorstudiengang im Handelswesen gegründet und  1944 in University of Arizona School of Business and Public Administration umbenannt. 1953 wurde der AACSB akkreditierte MBA-Studiengang eingeführt. 1999 wurde die Hochschule nach ihrem Stifter und Alumnus Karl Eller in Eller College of Management and Public Administration benannt und erhielt 2004 ihren heutigen Namen Eller College of Management. Seit 2011 ist Dr. Leonard Jessup Dekan des College.

## Profil und Stellenwert
In der im Jahr 2009 veröffentlichten Rangliste der Financial Times wird der Eller MBA Studiengang unter den 20 besten MBA Studiengängen in den USA gelistet und als 5. bester MBA-Studiengang an einer staatlichen Hochschule in den USA. Die Studienrichtung  Entrepreneurship wird in demselben Ranking unter den 10 besten weltweit gelistet.
Laut der im Jahr 2011 veröffentlichten Hochschul-Rangliste des U.S. News & World Report gehört das Eller College of Management zu den 15 besten staatlichen Business Schools in den USA. Die Studienrichtung Wirtschaftsingenieurwesen gehört seit 1989 in diesem Ranking zu den 5 besten in den USA.
Das Eller College of Management ist seit 1948 von der AACSB akkreditiert.

## Fachrichtungen
An dem Eller College of Management sind etwa 130 Professoren beschäftigt, die in den Bereichen Business Management, Entrepreneurship, Finanzierung, Marketing, Operations, Public Policy, Rechnungswesen, Volkswirtschaftslehre, Wirtschaftsinformatik und Wirtschaftskommunikation forschen und lehren. Neben den Bachelorstudiengängen werden M.Sc.- und MBA-Studiengänge angeboten sowie Doktoren ausgebildet.

## Persönlichkeiten
Professoren
- Vernon L. Smith (lehrte von 1976 bis 2002 am Eller College of Management), Nobelpreisträger für Wirtschaftswissenschaften 2002

Absolventen
- Robert A. Eckert, Vorstandsvorsitzender von Mattel
- Terry Lundgren, Vorstandsvorsitzender der Federated Department Stores (Dachgesellschaft von Macy’s und Bloomingdale’s)
- Arturo Moreno, Eigentümer der Los Angeles Angels of Anaheim
- Jeffrey Rein, Präsident von Walgreens
- Robert Sarver, Eigentümer der Phoenix Suns